# British Aerospace 146
O British Aerospace 146 (BAe 146) é uma aeronave regional fabricada no Reino Unido pela British Aerospace, hoje parte da BAE Systems. Foi produzida por 19 anos, entre 1983 e 2002, tendo sido construídas 387 unidades, consagrando-se como o jato civil britânico mais bem sucedido.
O BAe 146 é uma aeronave monoplana, de asa alta, de configuração cantiléver e cauda em T. A motorização é feita por quatro motores turbofan Textron Lycoming ALF 502R-5 montados sob as asas. As versões de passageiros são chamadas de: -100; -200; 300; e as versões de carga são chamadas de QT (quiet trader) e para a versão de modificação rápida, QC (quick change)
Tinha uma configuração original, com asas altas e quatro pequenos motores turbofans sob as asas, além de capacidade para transportar de 70 a até mais de 100 passageiros. Um dos seus diferenciais é justamente operar em pistas curtas, característica necessária em regiões com pouca infraestrutura aeroportuária ou mesmo montanhosa. Essa era uma das condições do local da queda da aeronave modelo Avro RJ-85, operada pela empresa aérea LAMIA, ocorrida em novembro de 2016, na Colômbia (Voo LaMia 2933), por motivo de falta de combustível.
No Brasil, inclusive, o jato chegou a voar logo no início da carreira, na extinta companhia regional TABA, que operava na região amazônica, mas sofreu pelo calor e umidade do local e logo foi devolvido. No começo dos anos 90, a companhia Air Brasil também que teve atividades paradas do grupo mineiro Líder Aviação, chegou a trazer ao país dois exemplares para início de operação, porém, o projeto acabou cancelado antes de chegar ao mercado.

## Variantes

### BAe 146-100 / Avro RJ70
O primeiro voo ocorreu em 1981, entrando em operação em 1983, tinha configurações de 70, 82 e 94 passageiros.

### BAe 146-200 / Avro RJ85
Versão com 2,41m a mais de comprimento, tinha capacidade para até 112 passageiros.

### BAe 146-300 / Avro RJ100
Versão com 3,2 metros a mais de comprimento em relação à versão -200, tinha capacidade para até 122 passageiros.

## Acidentes e incidentes
- Voo LaMia 2933 - Em 28 de novembro de 2016, a aeronave de registro CP-2933, que voava em charter, caiu [3]com a equipe de futebol brasileira da Chapecoense que ia do Aeroporto Internacional de Viru Viru em Santa Cruz de la Sierra na Bolívia para o Aeroporto Internacional José María Córdova em Medellín, na Colômbia. A aeronave tinha sido fabricada em 1999 e entregue originalmente para a companhia regional americana Mesaba Airlines. Em 2007 foi repassado para a empresa irlandesa CityJet e chegou a voar com as cores da Air France. Em 2013, foi comprado pela LaMia para operar na Venezuela, posteriormente passou a voar na Bolívia. O motivo não foi técnico da aeronave, mas sim falta de combustível por um plano de voo equivocado, que sobre estimava o alcance (autonomia) da aeronave.
- Voo Crossair 3597
- Voo Pacific Southwest Airlines 1771
- Voo Atlantic Airways 670

## Especificações (BAe 146-200)
Dados de: Jane's All The World's Aircraft 1993–94.
Descrições gerais
- Tripulação: 2 - pilotos
- Capacidade: 82-112 passageiros
- Comprimento: 28,60 m (94 ft)
- Envergadura: 26,21 m (86 ft)
- Altura: 8,59 m (28 ft)
- Área alar: 77,30 m² (832 ft²)
- Peso vazio: 23 897 kg (52 700 lb)
- Peso de decolagem: 42 184 kg (93 000 lb)

Motorização
- Número de motores: 4x
- Tipo do motor: Turbofan
- Fabricante/modelo: Textron Lycoming ALF 502R-5
- Empuxo por motor: 3 160 kgf (6 970 lbf) (31.0 kN)

Performance
- Velocidade máxima: 801 km/h (498 mph)
- Velocidade de cruzeiro (Mach): 0.654 Ma
- Velocidade total em Nó: 432 kn (800 km/h)
- Alcance: 2 909 km (1 810 mi)

## Galeria
- BAe 146-100
- BAe 146-200
- BAe 146-300